# Колесников, Никита Валентинович
Никита Валентинович Колесников (род. 1965, Тирасполь) — российский бизнесмен, основатель брендов «Савва» и Santek.

## Биография
Родился 23 апреля 1965 года в Тирасполе Молдавской ССР.
В 1982 году поступил в Московский энергетический институт (МЭИ) и окончил его с отличием. В процессе учёбы возглавлял профком студентов Энергофизического факультета. С 1988 по 1990 год обучался в аспирантуре МЭИ.
С июля 1990 по август 1991 года — заместитель председателя профкома студентов МЭИ. Затем вошёл в попечительский совет МЭИ
В 1990 году стал одним из создателей и возглавил Группу компаний «Савва» — группа российских предприятий, действующих в таких направлениях, как санкерамика, текстиль и спецодежда, мебель и оргтехника, торговые розничные сети и др.. Под его руководством за два года ГК Савва выросла до 75 компаний, в которых работали более 10 тысяч сотрудников.
До середины 2000-х годов различные сегменты рынка были представлены дочерними компаниями ГК Савва — «Сантек», «Савва Техника», «Савва Кемикал ТМ», «Русский фарфор», «Стэнс», «Савва Магнум», «Савва Юниверсал», «Витали», «Савва трейдинг», «Савва кар ленд ТМ», «СВС Магнетик», «Савва Фудленд», сеть магазинов «Саввин» и др.. Представительства работали в регионах России, Швейцарии, Франции, Германии, Канаде, США, странах СНГ.
С 2009 года развитие компании Савва сосредоточено в строительной сфере и медиа-бизнесе.
C 1994 года Консультант HKTDC. C 1995 года — председатель правления некоммерческой организации «„Ассоциация делового сотрудничества“ Россия-Гонконг».
ГК «САВВА» обанкротили знаменитую на всю страну чебоксарскую «Волжскую текстильную компанию» (ВТК), после чего через суд с них взыскивали 3,1 млрд рублей , обвиняя в том что они целенаправленно выводили активы из Чувашии. Но они в свою защиту доказывали что они не хитрые мошенники, а просто бездарные менеджеры, доведшие крупнейшее предприятие республики до банкротства в результате своих глупых и непродуманных решений. В народе ходили слухи что владельцы компании ГК Савва выиграли суд из за коррупционной сделки.
Строительный бизнес, в частности, был представлен такими проектами как отель «Сувар». Его начали строить в 2006 году. По задумке он должен был стать первой пятизвездочной гостиницей в России после Москвы и Санкт-Петербурга. Инвестором была компания «Волгастройгрупп», которая позже была признана банкротом. Открытие отеля было намечено на 2009 год, но стройка «встала» спустя несколько месяцев после её начала. В опубликованном в декабре 2014 года журналистском расследовании были сделаны выводы, что «Сувар-Отель» был всего лишь одним из звеньев в длинной цепи финансовых махинаций с целью вывода финансовых активов за рубеж с последующим банкротством фирм, участвовавших в проектах. В 2016 году «Сувар-отель» без пафоса и пышных торжеств отметил свое десятилетие. На 2024 год отель "Сувар" который был переименован сначала в "Одис", а после в "Мегаполис" до сих пор не достроен, по обещанием строительство завершат в 2025 г. и конечным бенефициаром объекта являются основатели букмекерской компании 1хBet, они же выкупили торговый центр "Каскад" в Чебоксарах.
В июле 2017 года Дорогомиловский суд вынес первый приговор по громкому делу о масштабных хищениях бюджетных средств, выделенных Минкультом на реставрацию объектов культурного наследия. Советник генерального директора ООО «Линнит консалтинг» Никита Колесников, участвовавший в обналичивании похищенных средств, получил пять лет лишения свободы условно.
Менее чем через год, 17 мая 2018 года, Следственный комитет России предъявил руководителю группе компаний «Роспан» Никите Колесникову обвинение в хищении средств, выделенных на строительство зданий Государственного Эрмитажа. Бизнесмен Колесников возглавляет группу компаний «Роспан» и, по данным следователей, совместно с бывшим замминистра культуры России Григорием Пирумовым похитил не менее 450 миллионов рублей при строительстве новых зданий знаменитого музея. Согласно материалам дела, подозреваемые «организовали заключение государственного контракта без реального намерения его исполнить». Большая часть полученных в качестве аванса денег была перечислена в подконтрольные им организации, следует из материалов дела. Следственным комитетом России были обнародованы фотоматериалы шикарных интерьеров дома, где живёт один из фигурантов дела о хищениях в Эрмитаже — бизнесмен Никита Колесников

## Награды
- Медали «300 лет Российскому флоту» и «В память 850-летия Москвы».
- История бизнесмена Никиты Колесникова вошла в сборник «Бизнесмены России: 40 историй успеха» — первый коллективный портрет российского бизнеса, подготовленный под руководством известного российского политолога И. М. Бунина.

Владеет иностранными языками: английский, украинский, немецкий.